# نيكولاس ستينو
نيكولاس ستينو (بالدنماركية: Nicolaus Steno)‏ (بالدنماركية: Niels Stense وباللاتينية: Nicolaus Steno) (1 يناير 1638 - 25 نوفمبر 1686) هو رجل دين كاثوليكي دانماركي وكان عالما رائدا في كل من التشريح والجيولوجيا.

## حياته

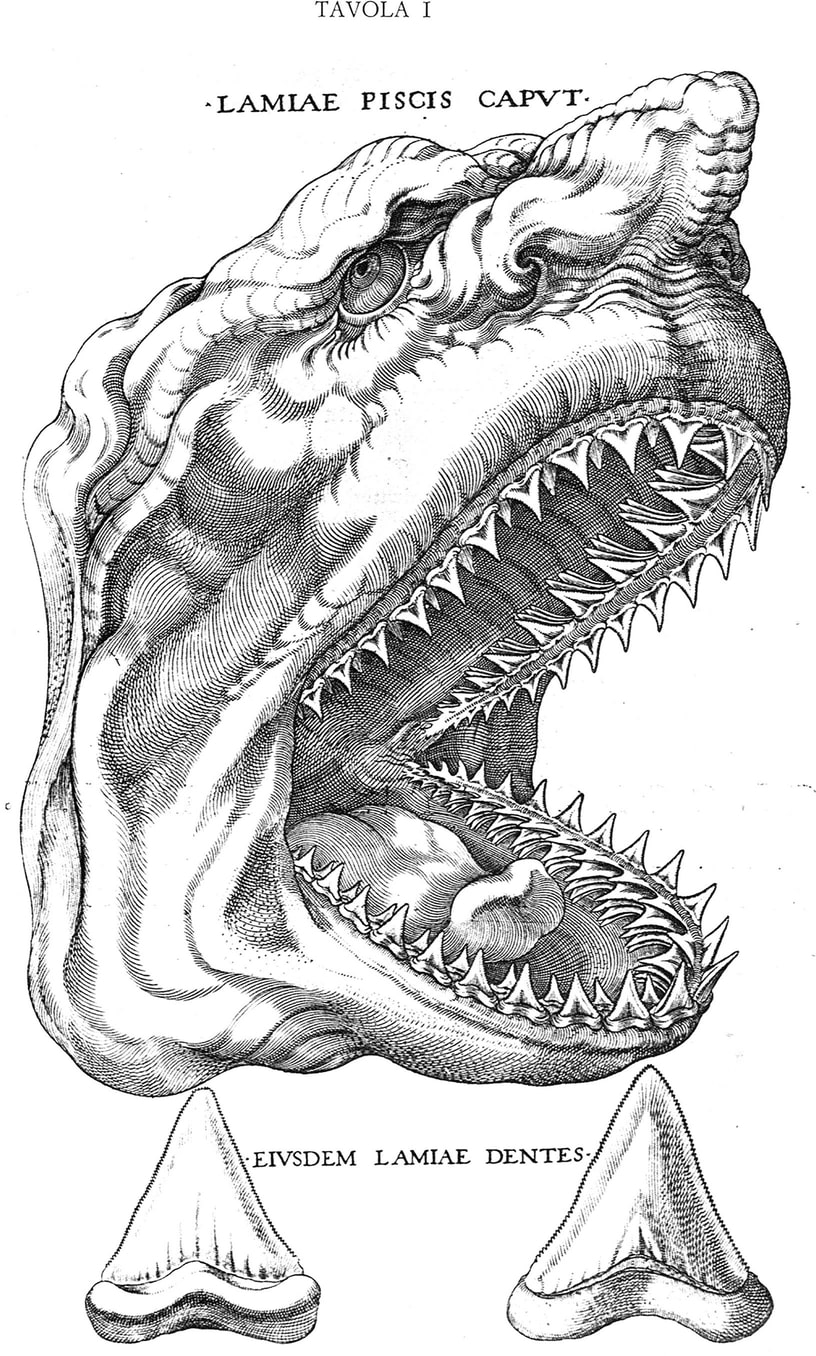
رسم إيضاحي رسمه ستينو عام1667

ولد نيكولاس ستينو في كوبنهاغن في يوم رأس السنة الجديدة (تقويم جوليان) وهو ابن صائغ اللوثرية الذي كان يعمل مع كريستيان الرابع ملك الدانمارك. عاش ستينو في عزلة في طفولته.

## روابط خارجية
- نيكولاس ستينو على موقع الموسوعة البريطانية (الإنجليزية)
- نيكولاس ستينو على موقع إن إن دي بي (الإنجليزية)